# Antiblemma notiaphila
Antiblemma notiaphila är en fjärilsart som beskrevs av Butler 1879. Antiblemma notiaphila ingår i släktet Antiblemma och familjen nattflyn. Inga underarter finns listade i Catalogue of Life.